# حمله گوجه‌های قاتل
حمله گوجه‌های قاتل (انگلیسی: Attack of the Killer Tomatoes) فیلمی در ژانر ترسناک، موزیکال و نقیضه است که در سال ۱۹۷۸ منتشر شد.